# Tahiti
Tahiti, najveći otok u Francuskoj Polineziji.
Nalazi se u otočju Društvenih otoka u južnom Tihom oceanu. Po popisu iz 2002., otok ima 169 674 stanovnika. Najveći grad je Papeete. Površina otoka iznosi 1048 km².
Otok se sastoji od 2 kružna dijela koja su spojena prevlakom. Oba su vulkanskog podrijetla, a zovu se „Tahiti nui“ (Veliki Tahiti) i „Tahiti iti“ (Mali Tahiti). Većina stanovništva živi na Velikom Tahitiju. Vegetacija na otoku je gusta tropska. Otok je pogodan za poljoprivredu, a okolni ocean je bogat ribom.

## Povijest
Prvobitno stanovništvo otoka su polinezijski narod Tahićani.
Prvi Europljanin koji je stupio na tlo Tahitija bio je engleski pomorac Tobias Furneaux 25. lipnja 1767. godine. Najznačajniji europski istraživač koji je pisao o Tahitiju bio je Louis Antoine de Bougainville. Njegovi spisi su u Europi stvorili sliku o Tahitiju kao rajskom otoku na kojem ljudi žive sretno i jednostavno, neiskvareni civilizacijom. Takve predstave inspirirale su utopijski koncept o "plemenitom divljaku" u europskoj filozofiji, npr. u djelima Jean-Jacquesa Rousseaua. Otok je posjetio i opisao James Cook 1774.
Tifus i velike boginje su krajem 18. stoljeća gotovo uništile lokalnu populaciju.
Godine 1880., Francuska preuzima suverenitet nad Tahitijem, koji je do tada bio pod njezinim protektoratom (od 1840-ih).

## Kultura
Na otoku se koriste tahićanski i francuski jezik. Postoji Sveučilište Francuske Polinezije (Université de la Polynésie Française).
Značajna je lokalna glazba, uz korištenje originalnih instrumenata, i različite vrste plesa.
Na Tahitiju je 1890-ih živio i slikao Paul Gauguin.